# 12766 Paschen
A 12766 Paschen (ideiglenes jelöléssel 1993 VV4) a Naprendszer kisbolygóövében található aszteroida. Eric Walter Elst fedezte fel 1993. november 9-én.